# Watervliet (City, New York)
Watervliet ist eine Stadt mit dem Status „City“ im Albany County im US-Bundesstaat New York. 
Das U.S. Census Bureau ermittelte bei der Volkszählung 2020 eine Einwohnerzahl von 10.375.

## Geographie
Die Stadt wird im Norden von der New York State Route 7 und im Osten vom Hudson River begrenzt. Die Interstate 787 tangiert den Ort im Osten. 12 Kilometer südlich liegt Albany. Der Albany International Airport befindet sich in einer Entfernung von acht Kilometern im Westen. 

## Geschichte
Niederländische Siedler ließen sich im Jahr 1643 in der Gegend nieder. 1710 wurde eine Fährverbindung über den Hudson River zum am Ostufer gelegenen Troy in Betrieb genommen und der Ort wurde "West Troy" genannt. Die Fähre wurde auch 1777 zum Transport von Truppen während des Amerikanischen Unabhängigkeitskriegs auf dem Weg zur Schlacht von Saratoga genutzt. 1786 wurde eine zweite Fährverbindung in Betrieb genommen. 1896 erfolgte die Gründung der "City of Watervliet". Der Name ist vom Niederländischen abgeleitet und bedeutet „Wasserstrom“ ("water stream"). Anfang des 19. Jahrhunderts wurden mehrere Glockengießereien in Betrieb genommen und die Herstellung von Glocken wurde eine bedeutende Industriebranche. Ab 1813 war auch der Bau von Waffen und deren Lagerung in einem Arsenal ein wichtiger Wirtschaftszweig in der Stadt. Noch heute bezeichnet sich die Stadt als "Arsenal City". Bis zum Jahr 2015 war das Watervliet Arsenal für die Allgemeinheit als Museum zugänglich und soll zu einem späteren Zeitpunkt wieder geöffnet werden.
Im Stadtbild von Watervliet befinden sich einige historisch wertvolle Kirchen, Gebäude und Plätze, dazu zählen: Saint Nicholas Ukrainian Catholic Church, Ohio Street Methodist Episcopal Church Complex, St. Brigid Church, St. Patrick's Church (2013 abgerissen) und Watervliet Side Cut Locks.

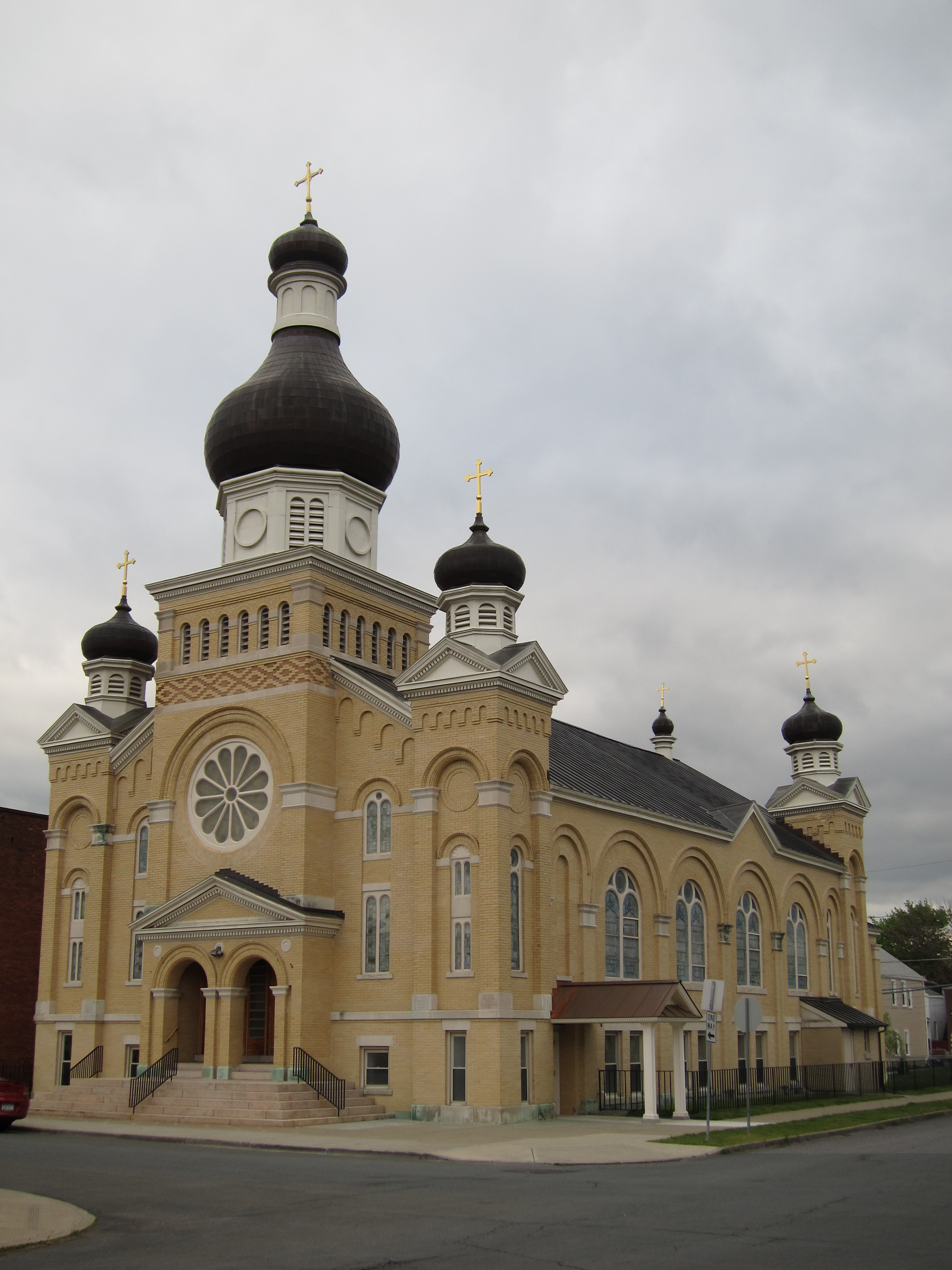
Saint Nicholas Ukrainian Catholic Church
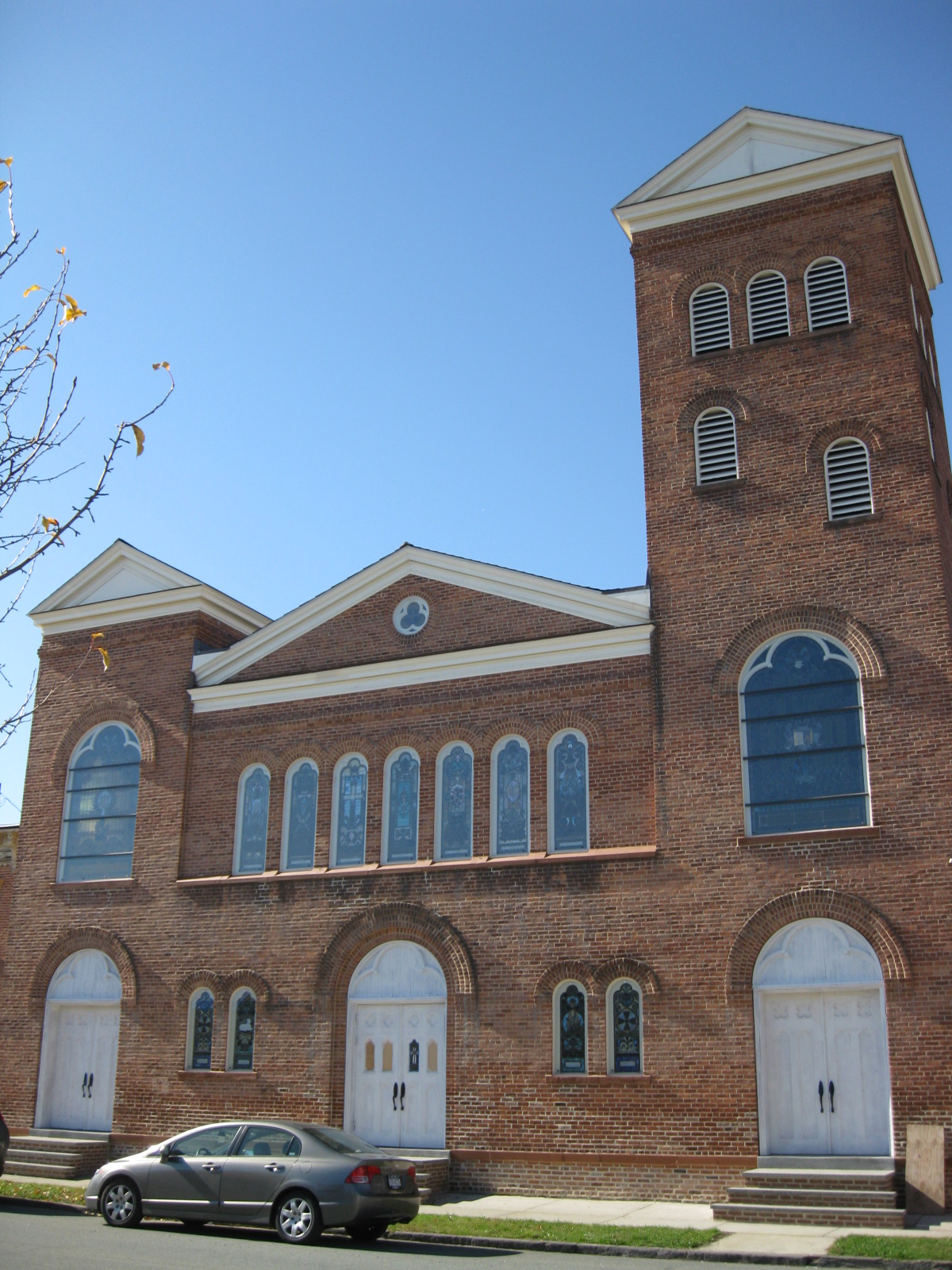
Ohio Street Methodist Episcopal Church Complex
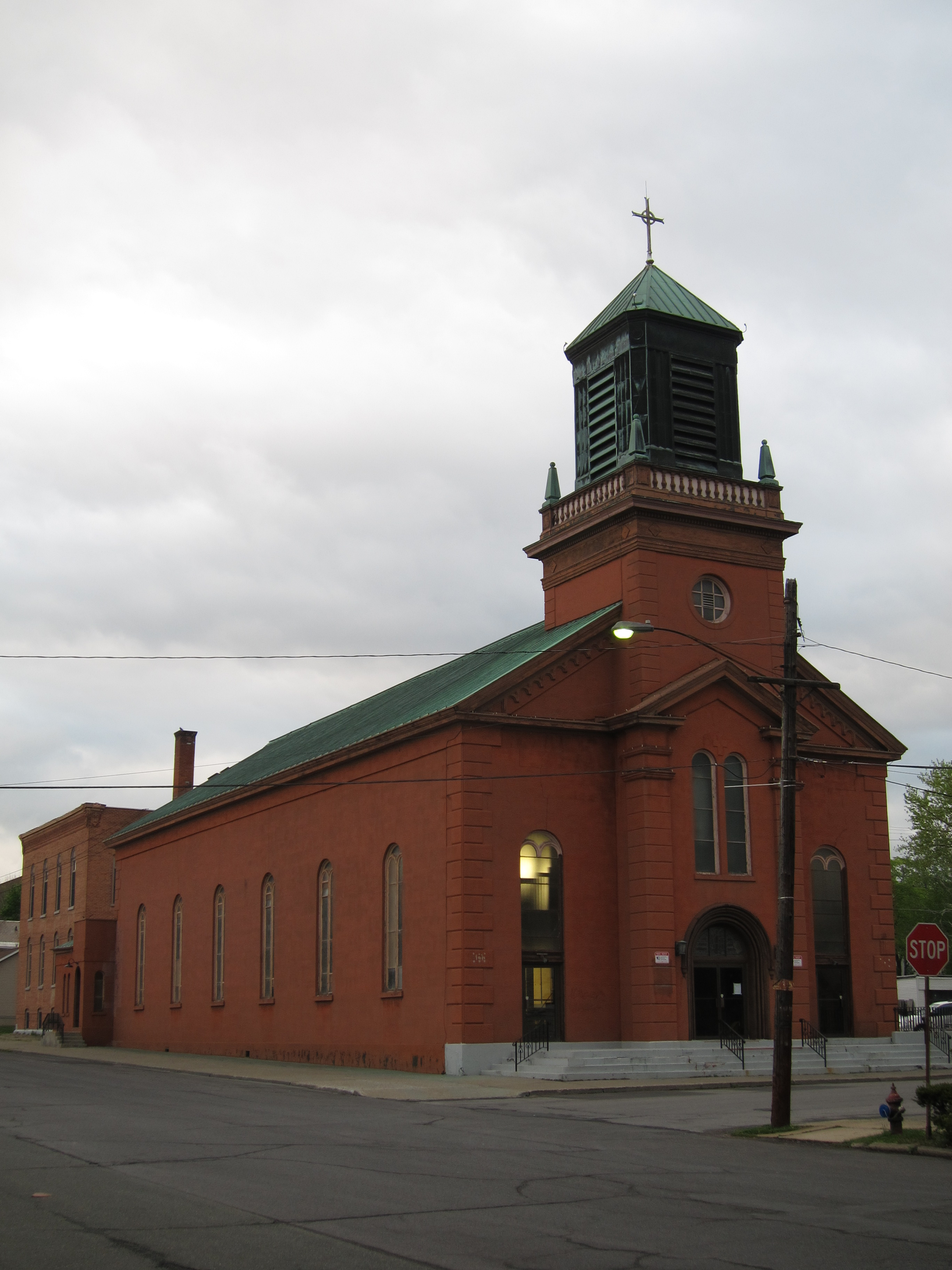
St. Brigid Church
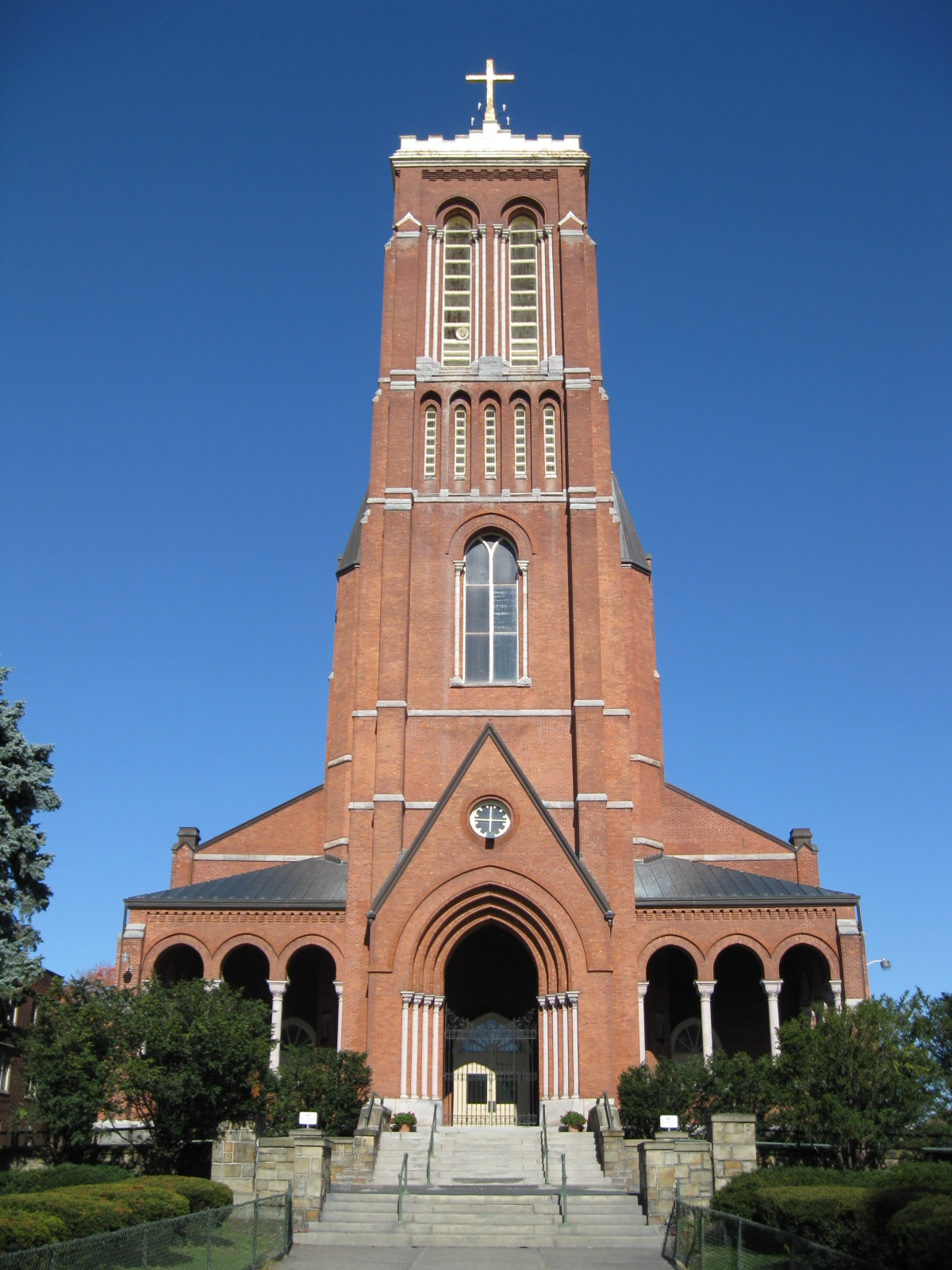
St. Patrick's Church (2013 abgerissen)

## Demografische Daten
Im Jahr 2014 wurde eine Einwohnerzahl von 10.233 Personen ermittelt. Dies entspricht einer Zunahme um 0,3 % gegenüber dem Jahr 2000. Das Durchschnittsalter lag 2014 mit 34,2 Jahren unterhalb des Wertes von New York, der 38,2 Jahre betrug.

## Persönlichkeiten
- Edwin B. Babbitt (1862–1939), Generalmajor der United States Army
- Melique García (* 1992), honduranischer Sprinter